# Lourenzo Fernández Prieto
Lourenzo Fernández Prieto (Devesa, Ribadeo, Lugo, 28 de mayo de 1961) es un historiador gallego especialista en historia agraria y la época del golpe de Estado, Guerra Civil y franquismo en Galicia. Es miembro desde 2021y miembro numerario desde 2023de la Real Academia Gallega.

## Biografía
Nació en Devesa, Ribadeo, y creció en Ferrol, donde su familia se instaló cuando tenía tres años. Tras estudiar bachillerato en el colegio Jorge Juan de Xuvia-Narón y en el Instituto Concepción Arenal, comenzó sus estudios en Historia en la Universidad de Santiago de Compostela.
Durante la carrera estuvo muy vinculado al CAF (Comités Abertos de Facultade). Después de licenciarse con premio extraordinario en 1984 por su estudio de la renovación técnica de las labranzas a través del fondo documental de granja del Centro de Investigaciones Agrarias de Mabegondo, comenzó a trabajar en el grupo de Historia agraria de la universidad, fundado en el área de Historia Contemporánea. 
En 1990 defendió su tesis doctoral A renovación tecnolóxica da agricultura galega, 1850-1939 estado, sociedade e innovación nunha economía campesiña, dirigida por Ramón Villares y cuyo tribunal estuvo formado por Xosé Ramón Barreiro, Carlos Forcadeu, Pedro Ruiz Torres, Ramón Garrabou y José Ignacio Jiménez Blanco.

## Trayectoria
Es catedrático de Historia Contemporánea de la Universidad de Santiago de Compostela desde 2005. Fue secretario de lnstituto de Estudios y Desarrollo de Galicia (IDEGA) entre 1992 y 1995 y pertenece a su Consejo Científico. Elegido en varios períodos, desde 1986, miembro del Claustro y de la Junta de Gobierno de la USC, así como del Consejo Universitario de Galicia. Vicerrector de relaciones institucionales de la USC entre 2007 y 2010. Fue director del departamento de Historia Contemporánea de la misma y miembro del consejo de administración de la Editorial Galaxia. Colabora habitualmente en diversos medios de comunicación gallegos y estatales, manteniendo una columna semanal desde hace dos décadas en La Voz de Galicia.
En la actualidad es director científico del grupo de investigación Centro de Investigación Interuniversitario das Paisaxes Atlánticas Culturais (CISPAC), adscrito a las tres universidades gallegas. 
Especializado en Historia agraria e Historia del siglo XX, sus ámbitos principales de trabajo se refieren al cambio tecnológico, los cambios en la sociedad rural contemporánea y la política de la memoria. 
Dirige el Proyecto interuniversitario Nomes e Voces, dedicado a la investigación de la represión franquista en Galicia, y el Grupo de Historia agraria y política del mundo rural de la USC (Histagra). 
Su producción y actividad científica comprende más de un centenar de publicaciones, así como el liderazgo de diversos proyectos y convenios de investigación. Ha participado en proyectos europeos de los programas STRIDE (cambio tecnológico) y FAIR (propiedad comunal). En el período de 2005 a 2010 fue elegido vicepresidente de la Sociedad Española de Historia Agraria, de la que es Presidente desde 2023. 
Desde 1995, forma parte del General Board de la red europea ESTER (European School for Training in Economic and Social historical Research), responsable de la formación de estudiantes de doctorado.
En mayo de 2010, concurrió con otros seis candidatos al rectorado de la USC, proceso en el que pasó a la segunda vuelta contra Juan Casares Long.
El 3 de junio de 2023 leyó el discurso de ingreso como miembro de número de la RAG A memoria, a historia e a política: A esquecida polémica Cela versus Paz-Andrade sobre a lexitimidade democrática, a memoria republicana e a Autonomía de Galicia en xullo de 1977.

## Obra en gallego

### Ensayo
- A granxa agrícola-experimental da Coruña: 1888-1928. Contribución ao estudio experimental da renovación técnica da agricultura galega (Junta de Galicia, 1988)
- Labregos con ciencia. Estado, sociedade e innovación tecnolóxica na agricultura galega, 1850-1939 (Edicións Xerais de Galicia, 1992)
- Facendo Historia con Memoria (TresCtres Editores, 2010)
- Informe de resultados. Vítimas Galicia (1936-1939) (Ediciones Meubook, 2010)

### Obras colectivas
- Vocabulario de Historia (Universidad de Santiago de Compostela, 1994)
- Actas do Congreso Internacional Poder Local, élites e cambio social na Galicia non urbana (1874-1936), Santiago de Compostela, 14-15 de junio de 1996 (Universidad de Santiago de Compostela, 1997)
- Terra e progreso. Historia agraria da Galicia contemporánea (Edicións Xerais de Galicia, 2000)
- Os montes veciñais en man común: o patrimonio silente. Natureza, Economía, identidade e democracia na Galicia rural (Edicións Xerais de Galicia, 2006)
- A gran Historia de Galicia (La Voz de Galicia, 2007)
- Historia das historias de Galicia (Edicións Xerais de Galicia, 2016)
- 1936. O Estatuto esquecido (Guiverny, 2016)
- Golpistas e verdugos de 1936. Historia dun pasado incómodo (Editorial Galaxia, 2018) (ed. junto con Antonio Míguez Macho).

## Obra en castellano e inglés

### Ensayo
- El apagón tecnológico del franquismo. Estado e innovación en la agricultura española del siglo XX (Tirant Lo Blanch, 2007)

### Obras colectivas
- Historia de Galicia [VV.AA.] (Faro de Vigo, 1991)
- La sociedad rural en la España contemporánea: mercado y patrimonio (con Francisco Balboa) (Ediciós do Castro, 1996)
- Sombras de progreso. Las huellas de la Historia Agraria (Crítica, 2010)
- Contemporary Galician Studies. Between the Local and the Global (The Modern Language Association of America, 2011)
- Agriculture in the Age of Fascism (Brepols, 2014)
- Otras miradas sobre el Golpe, la Guerra y la Dictadura. Historia para un pasado incómodo (Catarata, 2014)
- Historia de la guerra civil contada por dos hermanas. Memorias de golpe, revolución y guerra (Comares, 2018)
- 1936: Un nuevo relato (Prensas de la Universidad de Zaragoza, 2020)
- Galicia, un golpe sin cuartel, una guerra sin trincheras. La construcción sociopolítica de la dictadura franquista (1936-1960) (Publicacions de la Universitat de València, 2023)

## Galardones y reconocimientos
- Premio Antón Losada Diéguez de investigación en 1993, por Labregos con ciencia.
- Premios da Crítica Galicia en investigación en 1993.